# Belgrave Square

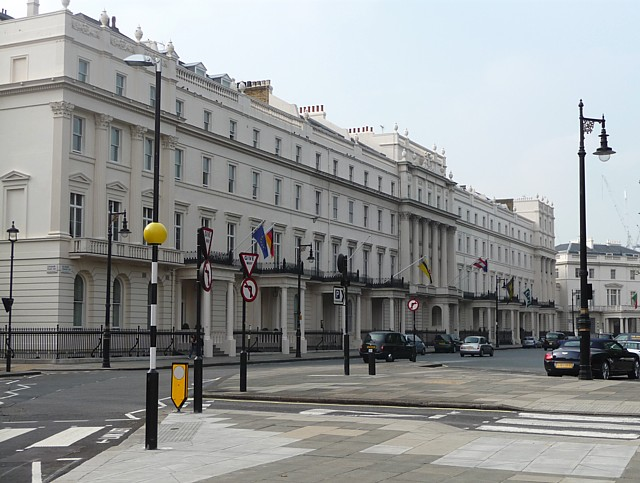
Belgrave Square

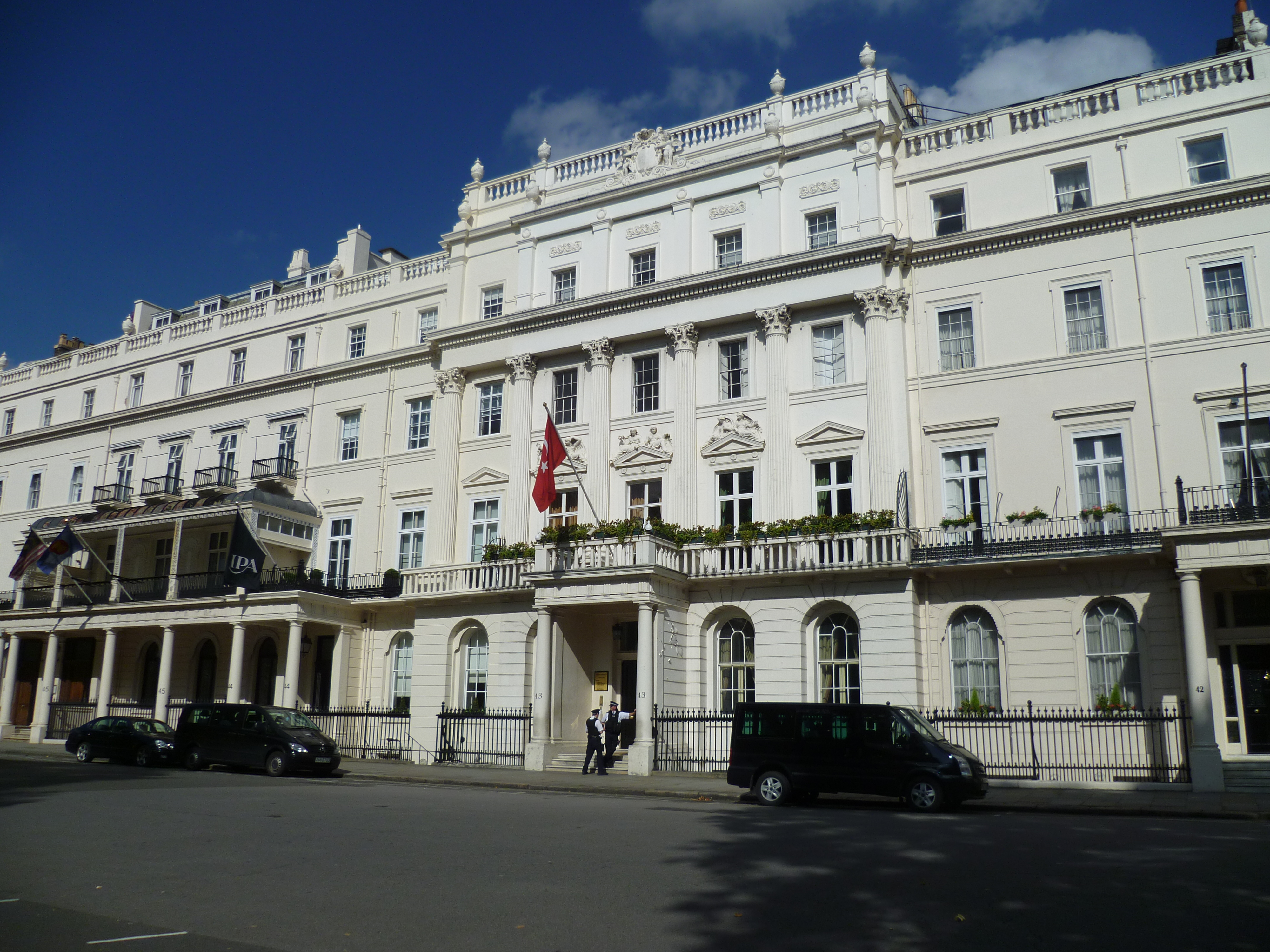

Belgrave Square is een vierkantig plein in Londen. Het plein bevindt zich centraal in de wijk Belgravia, onderdeel van de City of Westminster, en ligt direct ten westen van de tuinen van Buckingham Palace.
Belgrave Square vormt het hart van de diplomatieke wijk van Londen, en bevat naast andere kantoren de ambassades van Bahrein, Duitsland, Noorwegen, Portugal, Servië, Spanje, Syrië en Turkije naast de residenties van de ambassadeurs van Argentinië, België, Koeweit, Mexico en Oostenrijk. Aan het plein was na de Tweede Wereldoorlog ook het eerste NAVO-hoofdkwartier gevestigd.
Het plein dat 200 m bij 200 m meet, werd in de 19e eeuw aangelegd naar een plan van Thomas Cubitt in opdracht van Robert Grosvenor, later gekend als de Eerste Markies van Westminster. Het plein ontleent zijn naam aan een van de neventitels van de markiezen van Westminster, burggraaf Belgrave. Het dorp en het voormalige landhuis van Belgrave, Eaton Hall in Cheshire, behoorden tot de landelijke landgoederen van de familie.